# Австрийская, Марина Александровна
Мари́на Алекса́ндровна Австри́йская (род. 21 июня 1967 года, Москва, РСФСР, СССР) — советская фигуристка, серебряный призёр чемпионата СССР 1984 года, бронзовый призёр чемпионата СССР 1983 года, двукратная чемпионка мира среди юниоров (1982, 1983), участница зимних Олимпийских игр 1984 года.

## Биография
Марина Австрийская выступала в паре с Юрием Квашниным, стала чемпионом мира среди юниоров в 1982 и 1983 годах, бронзовым призёром чемпионата СССР 1983 года и серебряным призёром чемпионата СССР 1984 года, на олимпийских играх 1984 года пара заняла 9 место.
В 1989 году окончила ГЦОЛИФК. Мастер спорта СССР международного класса.

## Спортивные достижения
| Соревнования/Сезоны           | 1981–82 | 1982–83 | 1983–84 |
| ----------------------------- | ------- | ------- | ------- |
| Зимние Олимпийские игры       |         |         | 9       |
| Чемпионаты Европы             |         | 5       | 5       |
| Чемпионаты мира среди юниоров | 1       | 1       |         |
| Чемпионаты СССР               |         | 3       | 2       |
| NHK Trophy                    |         | 3       |         |

## Семья
Дочь — Австрийская Александра Алексеевна (род. 2000) — фигуристка-одиночница.